# Музей Бедржиха Сметаны

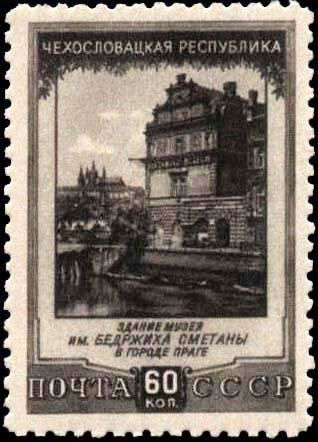
Здание музея. Почтовая марка СССР 1951 года

Музей Бедржиха Сметаны (чеш. Muzeum Bedřicha Smetany) — музей у Новотного моста в городе Прага, в Чехии, экспозиция которого посвящена жизни и творчеству чешского композитора Бедржиха Сметаны (1824—1884). Является филиалом Чешского музея музыки, который, в свою очередь, является частью  Национального музея.

## История
Музей расположен в здании бывшего водопроводной станции Старого города у Новотного моста на правом берегу реки Влтавы. Здание в стиле неоренессанса было построено в 1883 году по проекту архитектора Антонина Вигла. Фасад водопроводной станции украшают росписи кисти Миколаша Алеша и Франтишека Женишека, выполненные в технике страффит. Музей композитора был основан в 1926 году стараниями «Общества Бедржиха Сметаны». 12 мая 1936 года его экспозиция разместилась в здании бывшей водопроводной станции и водонапорной башни в Старом городе. Перед зданием музея стоит памятник Бедржиху Сметане работы скульптора Йозефа Малейовского. С 1941 по 1945 год в концертном зале музея работал театр.

## Экспозиция
Экспозиция музея посвящена жизни и творчеству Бедржиха Сметаны и включает многочисленные документы и артефакты, связанные с композитором. Первая часть собрания повествует о его ранних годах и начале музыкальной карьеры заграницей. Вторая охватывает его деятельность после возвращения на родину. И третья связана с его жизнью в уединении из-за глухоты и творчеством в этот период.